# Cervecería Cuauhtémoc Moctezuma
El Grupo Cuauhtémoc Moctezuma, S.A. de C.V., conocido legalmente como la Cervecería Cuauhtémoc Moctezuma, es una cervecería mexicana con sede en la ciudad de Monterrey, Nuevo León, México, fundada en el año 1890. Tiene sus orígenes en dos compañías originalmente distintas: Cervecería Cuauhtémoc y Cervecería Moctezuma. En la actualidad es una subsidiaria de Heineken International.
La compañía opera plantas cerveceras en Monterrey, Nuevo León; Orizaba, Veracruz; Toluca, Estado de México; Guadalajara, Jalisco; Tecate, Baja California; Navojoa, Sonora, y Meoqui, Chihuahua.

## Historia
Fundada en 1890 por José Calderón Penilla, Isaac Garza Garza, José A. Muguerza, Joseph M. Schnaider y Francisco Sada Muguerza.
Todo se remonta a 1874, año en el que Don Juan Calderón Penilla viaja a San Luis Potosí y conoce al joven Isaac Garza Garza, a quien invitó a colaborar en su ya renombrado negocio la Casa Calderón llevando la contabilidad, lo que hizo a la perfección, y fomentó entre ellos una gran amistad. Posteriormente, entró a laborar a la Casa Calderón otro joven talentoso llamado José A. Muguerza con quien igual construyó una estrecha amistad (posteriormente fue su cuñado). La amistad que surgió entre estos tres hombres de negocios fue un factor importante para que Don José los invitara de socios a la Casa Calderón y emprendieran juntos algunos otros negocios logrando así entre los tres que llegara la gran industria a Monterrey y Latinoamérica. Otro gran amigo de Calderón y pieza clave fue José María Schnaider, gran maestro cervecero y a quien Don José conoció en un viaje a San Luis, Misuri y le contrató para irse a residir a Monterrey con la finalidad precisamente de formar una nueva cervecería.  Fue así como finalmente se formó la sociedad entre estos emprendedores regiomontanos y Schnaider para edificar lo que hoy es el actual emporio llamado Cervecería Cuauhtémoc Moctezuma.
La primera marca que produjo fue la cerveza llamada Carta Blanca, con un tapón de corcho reforzado con alambre, que luego se sustituyó por la hermetapa o corcholata.

## Historia de la Cervecería Moctezuma
En 1894, en la ciudad de Orizaba, Veracruz, cerca de la estación del ferrocarril, Enrique Mantey y Guillermo Haase fundan la Cervecería Guillermo Haase y Cía., para posteriormente en 1896 convertirla en una Sociedad Anónima bajo el nombre de Cervecería Moctezuma, S.A. y permitir de esta forma la inclusión de capital alemán por medio de los Señores Adolph Burhardt, Cuno Von Alten y Emilia Settekorn de Mantey, así como capital francés representado por la familia Suberbie. El intermediario era la Société Financière pour l'Industrie au Mexique.
En 1985, Valores Industriales (VISA) adquiere una participación mayoritaria de la Cervecería Moctezuma y compañías afiliadas a través de la compañía controladora Grupo Cermoc, S.A. de C.V., con lo que se complicó la situación financiera de VISA y se realizó una reestructura financiera y corporativa, fusionando las empresas en lo que hoy se conoce como Cervecería Cuauhtémoc Moctezuma en diciembre de 1988.

## Marcas
Produce las marcas: Heineken, Sol, Superior, Dos Equis, Indio, Tecate, Carta Blanca, Bohemia, Noche Buena, Coors Light, Kloster Light, Strongbow y Affligem. Tiene una producción anual estimada de 2.5 millones de litros de cerveza.

## Fusión de las empresas
Después de presentar problemas financieros, la Cervecería Moctezuma fue adquirida por el grupo VISA en 1985 fusionándola con la Cervecería Cuauhtémoc, conformando el grupo Cervecero Cuauhtémoc Moctezuma.
En 1991 se inaugura una nueva fábrica de cerveza en la ciudad de Navojoa, Sonora. En mayo de 1993 CCM cede el inmueble de la antigua cervecería localizada en Nogales, Veracruz a la fábrica SIVESA filial de FEMSA, ese mismo año CCM adquiere 70 hectáreas en Meoqui, Chihuahua para una nueva cervecería, pero el proyecto es pospuesto hasta el 2008, la crisis económica impidió continuar, no es sino hasta marzo del 2015 que se anuncia la construcción de la séptima cervecería, inaugurandola en febrero de 2018.

## Consorcio
En 1994 Labatt Brewing Company adquirió, de FEMSA, el 22 por ciento de la Cervecería Cuauhtémoc Moctezuma, por un total de US$510 millones, para iniciar juntas una sociedad que les permitiera comercializar sus productos en Norteamérica. Posteriormente, Labatt adquiriría un 8 por ciento adicional, opción estipulada en la compra del primer paquete accionario. 
La alianza de Interbrew (dueño de Labatt) con AmBev (socio comercial de Grupo Modelo) provocó que FEMSA re-comprara el 30 por ciento de la Cervecería Cuauhtémoc-Moctezuma en el 2004.

## Expansión
En julio del 2005, Femsa concretó la adquisición de la empresa Especialidades Cerveceras y la marca Casta, propiedad de Mauricio Fernández Garza, con lo que aumentó el portafolio de Cuauhtémoc Moctezuma. Siguiendo un proceso de expansión, en enero del 2006 adquirió el 69 por ciento de Cervecerías Kaiser de Brasil a Molson Coors, para integrarla al grupo Cervecero Cuauhtémoc Moctezuma.
El 11 de enero de 2010, la Cervecería Cuauhtémoc Moctezuma fue intercambiada por el 20 por ciento de las acciones del grupo cervecero holandés Heineken International. Con eso, FEMSA adquirió mayor presencia internacional.

## Galería

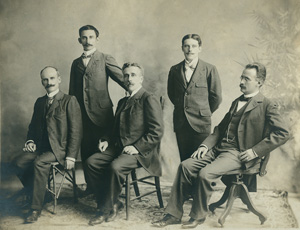
Isaac Garza y el consejo de administración
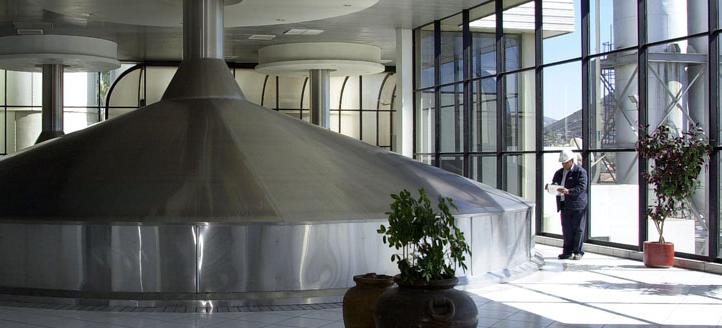
Instalaciones de la cervecería
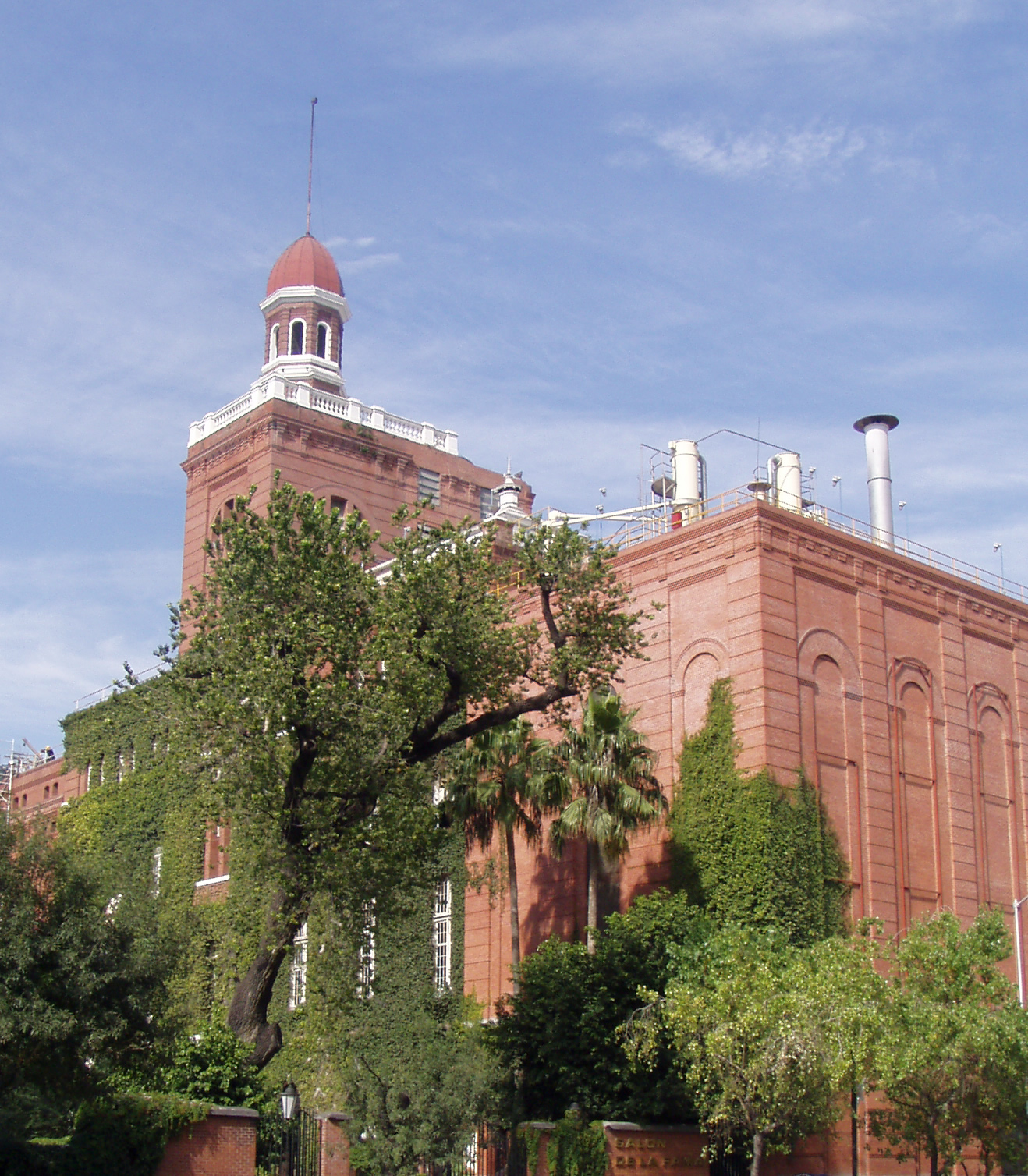
Cervecería Heineken México
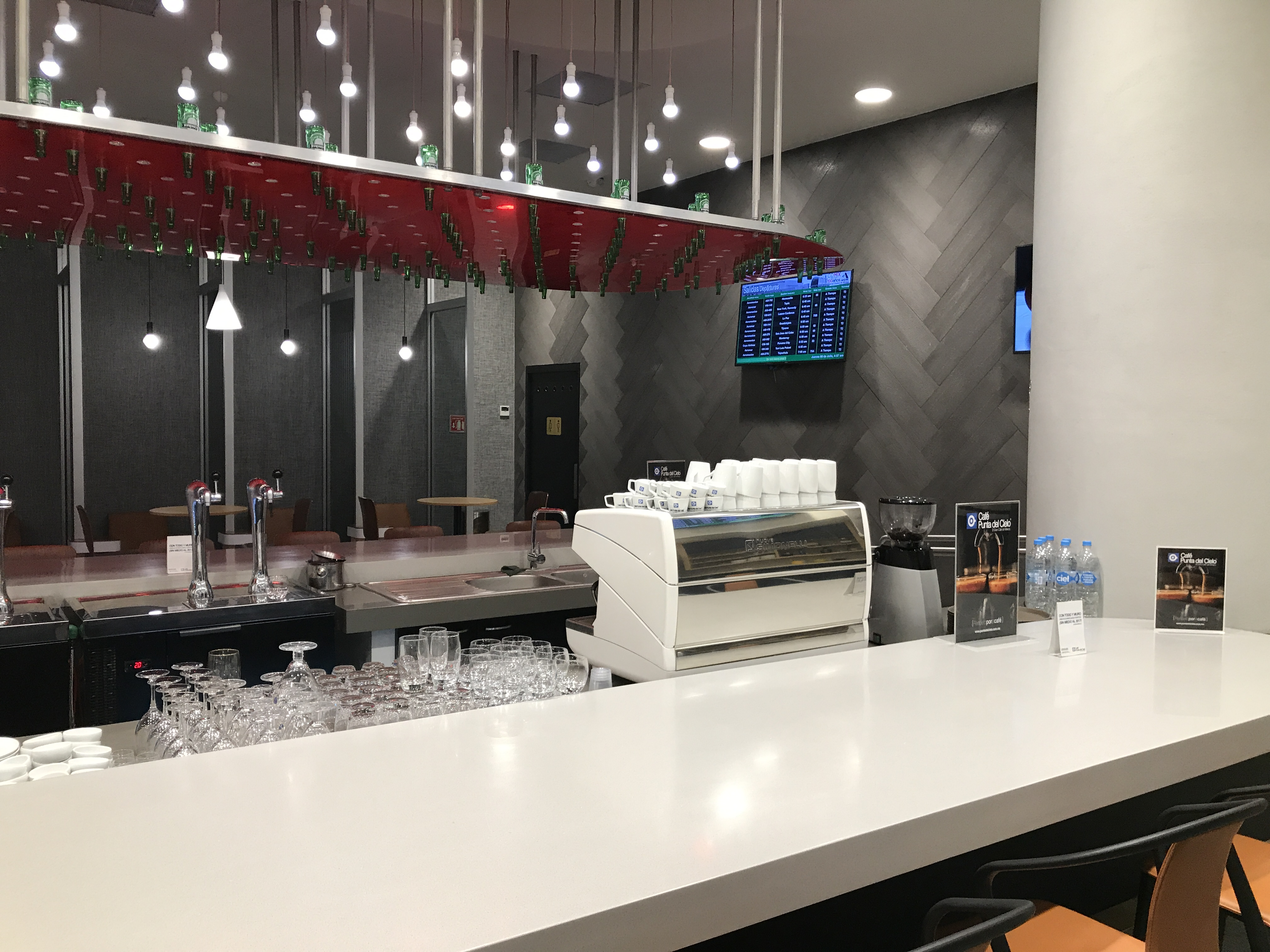
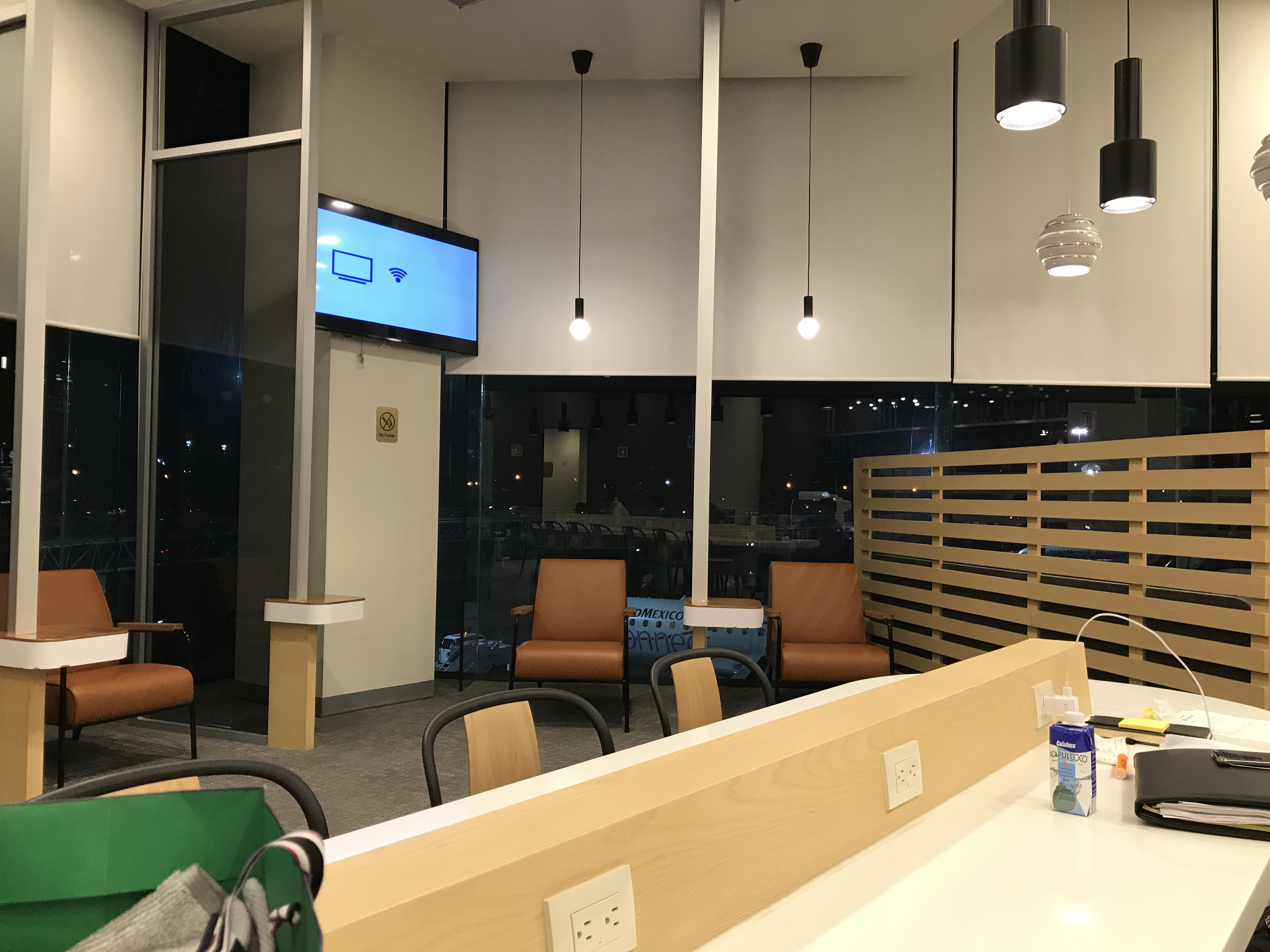
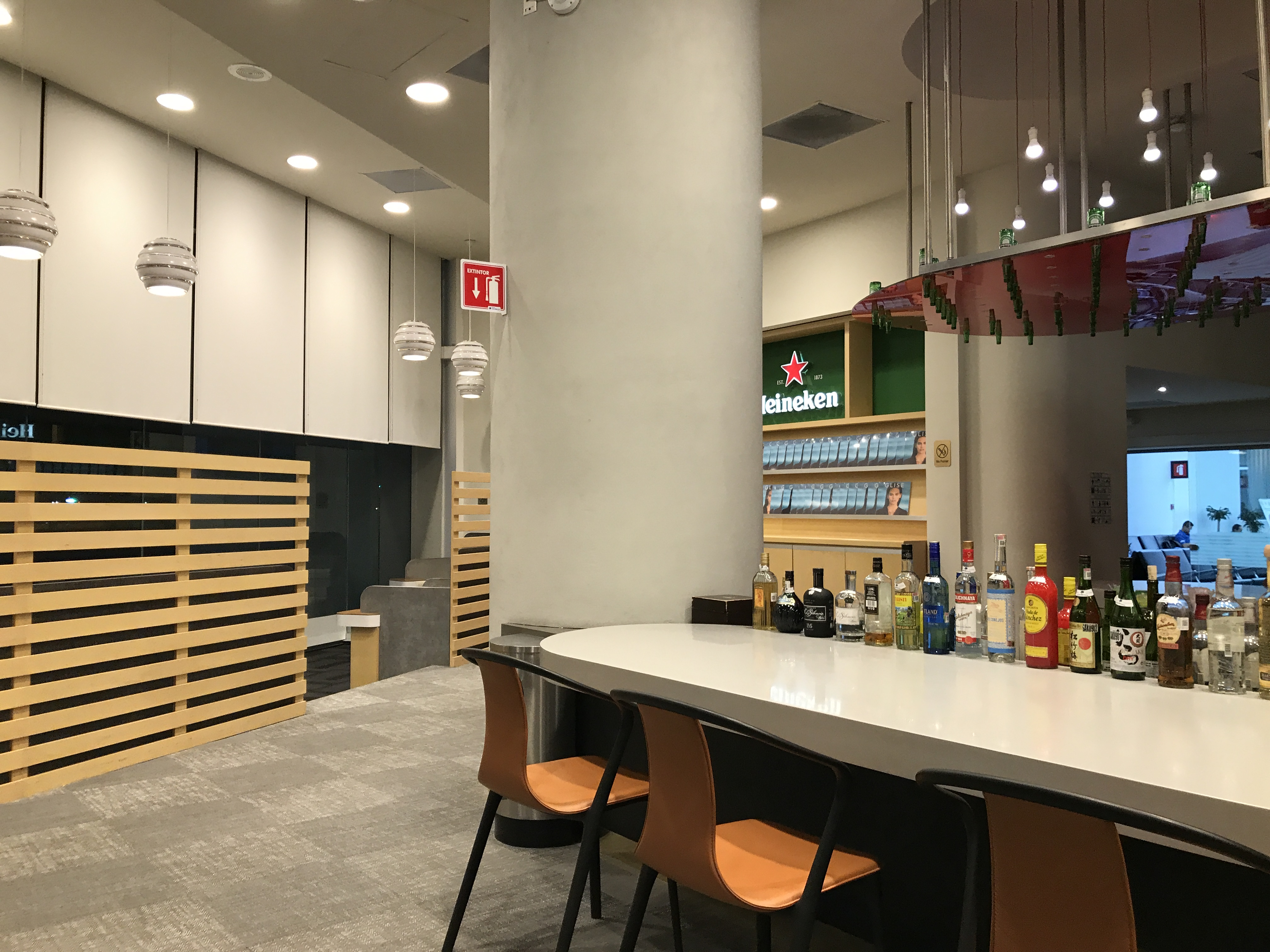
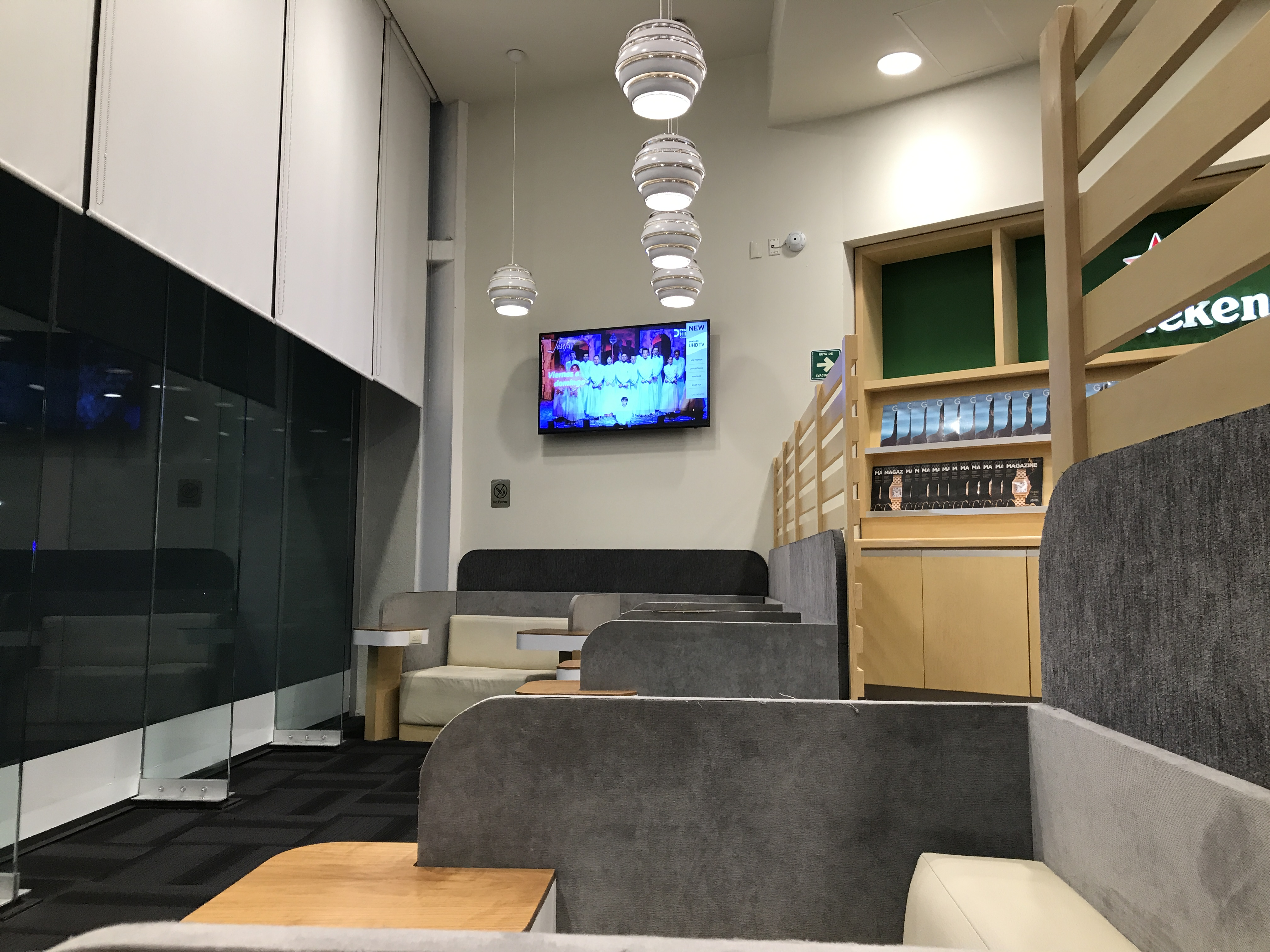
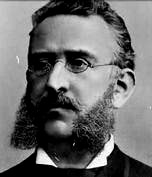
Gerar Adriaan Heineken